# Peyne
Die Peyne ist ein Fluss in Frankreich, der im Département Hérault in der Region Okzitanien verläuft. Sie entspringt beim Weiler Taussac, im Gemeindegebiet von Pézènes-les-Mines, entwässert generell in südöstlicher Richtung, durchfließt den Stausee oberhalb der Barrage des Olivettes und mündet nach rund 33 Kilometern im Gemeindegebiet von Pézenas als rechter Nebenfluss in den Hérault.

## Orte am Fluss
(Reihenfolge in Fließrichtung)
- Pézènes-les-Mines
- Vailhan
- Roujan
- Pézenas